# Tercera Roma

El águila bicéfala, escudo de armas de la última dinastía imperial del Imperio romano de Oriente.

El término Tercera Roma describe la idea de que alguna ciudad, estado o país europeo es la sucesora del legado del Imperio romano (la «Primera Roma») y su estado sucesor, el Imperio bizantino (la «Segunda Roma»).
La semilla de este concepto fue lanzada por Constantino el Grande, cuando mudó la capital de Imperio de Roma a Constantinopla, que pronto pasó a ser denominada «la Nueva Roma».

## Reclamos de Rusia
No habían sino transcurrido unas pocas décadas de la Caída de Constantinopla a manos de Mehmed II del Imperio otomano el 29 de mayo de 1453 cuando ya algunos nominaban a Moscú como la «Tercera Roma», o la «Nueva Roma». Las raíces de este sentimiento comenzaron a gestarse durante el reinado del gran duque de Moscú Iván III, que había contraído matrimonio con Sofía Paleóloga. Sofía era sobrina de Constantino XI, el último soberano de Bizancio e Iván podía reclamar ser el heredero del derrumbado Imperio bizantino (o Imperio romano de Oriente).
Inicialmente, la noción de la Tercera Roma no era necesariamente de naturaleza imperial, sino más bien apocalíptica. Su propósito era destacar el rol de Rusia como el último bastión de la civilización cristiana, la mayoría de la cual había sucumbido ante la herejía —el catolicismo era considerado herético por muchos creyentes ortodoxos— y, por lo tanto, Rusia era comparable a los siete mil israelitas que habían rehusado adorar a Baal durante la época del profeta Elías, una figura bíblica inmensamente popular en el cristianismo ortodoxo.
La historia de la Tercera Roma («la Segunda Constantinopla») comenzó en Tver, durante el reinado de Borís de Tver, cuando el monje Tomás de Tver escribió La eulogía del Grande y Pío Príncipe Borís Alexándrovich en 1453.
La idea cristalizó en un panegírico compuesto por el monje ruso Filoféi de Pskov en 1510, el cual en una carta al gran duque Basilio III, proclamó: «Dos Romas han caído. La Tercera se sostiene. Y no habrá una cuarta. ¡Nadie reemplazará tu reino de zar cristiano!». En forma contraria a la creencia popular errada, Filoféi explícitamente identifica a la Tercera Roma con el Principado de Moscovia como entidad estatal, en lugar de con la ciudad Moscú. Además, Moscú se encuentra emplazada sobre siete colinas, a semejanza de Constantinopla y Roma.

## Reclamos otomanos

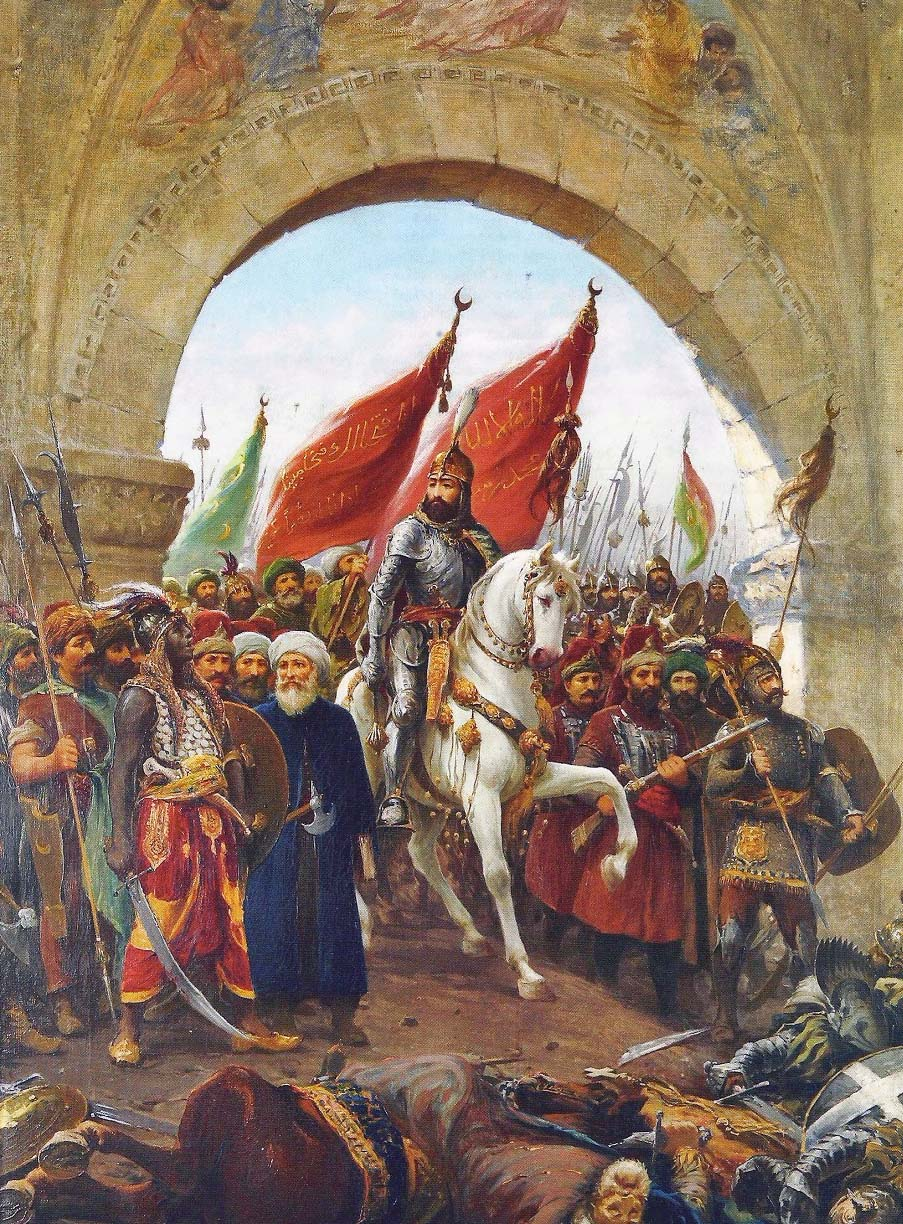
Mehmed II entra por las Puertas de Constantinopla, por Fausto Zonaro.

Acontecida la caída de Constantinopla, Mehmed II se autoproclamó Kayser-i Rum, literalmente "César de los romanos". El Imperio otomano también capturó Otranto durante este período y se ha especulado con que Mehmed II estuviera planeando tomar Roma cuando su campaña italiana quedó abortada a causa de su muerte súbita. El título cayó en desuso una vez muerto, pero los cuerpos imperiales creados por Mehmed II sobrevivieron por varios siglos. El historiador turco İlber Ortaylı reivindica este reclamo, citando la multiculturalidad del estado otomano como heredero del romano y la adopción por parte del Sultán Mehmed de ciertas costumbres de la corte de Bizancio. Por ello, el profesor Ortaylı considera que el reclamo de Rusia del título es de naturaleza nominal, y que el Sultán Mehmed basó las políticas de su corte y sus conquistas en crear una tercera Roma, esta vez islámica (la primera Roma era politeísta, y la segunda cristiana).
Debe hacerse notar que Suleiman el Magnífico, después de vencer al Emperador del Sacro Imperio Romano Germánico Carlos V, firmó un tratado en el cual éste es designado con el título de Rey de España, en lugar de Emperador, lo cual apunte a que Suleiman se consideraba a sí mismo como el verdadero sucesor de los Césares.[cita requerida] Otra posible evidencia de identificación es la decisión de Ibrahim Pasha, Gran Visir de Suleiman, de hacer una corona especial para el sultán, que imitaba tanto la tiara papal, pero con cuatro diademas en lugar de tres, como la corona imperial. También el hecho de mandar a colocar estatuas de estilo clásico en Constantinopla a pesar de que esto estaba reñido con la costumbre islámica, alegando que era natural dado que el Imperio otomano era el sucesor de Roma.[cita requerida]

## Reclamos búlgaros
Es de destacar, que ya antes de Iván III, el zar Iván Alejandro de Bulgaria, relacionado con la última dinastía bizantina, ante la decadencia del Imperio romano de Oriente en el siglo XIV, reivindicó una idea similar. Los manuscritos búlgaros apoyaron la idea que Tarnovo, la capital del Imperio búlgaro, era la nueva Constantinopla. Estos planes nunca se llevaron a cabo ya que los otomanos vencieron a los serbios en la batalla de Kosovo en 1389, y pusieron fin al Segundo Imperio búlgaro en 1396 con la ocupación del Zarato de Vidin. Sin embargo, las doctrinas, que se habían desarrollado al respecto previamente en Tarnovo, fueron importadas a Moscú por Cipriano de Moscú, un clérigo de origen búlgaro que se convirtió en Metropolitano de Moscú en 1381.

## Reclamos italianos
Giuseppe Mazzini, nacionalista y patriota italiano promovió la noción de la «Tercera Roma». Expresó, «Luego de la Roma de los emperadores, luego de la Roma de los Papas, vendrá la Roma del pueblo», haciendo referencia a la unificación de Italia y la designación de Roma como su capital.
En sus discursos, el dictador italiano Benito Mussolini hacia referencia a la Italia fascista como la Terza Roma. Terza Roma (Tercera Roma; la Roma fascista después de la Imperial y la Papal) era también el nombre del plan de Mussolini para expandir Roma hacia Ostia y el mar. El barrio denominado EUR fue el primer paso en este sentido.

## Reclamos estadounidenses

Los Dioses Marte y Paz.

La Diosa Virtud y George Washington.

Estados Unidos durante la época de sus Padres Fundadores fue visto por estos como una "Nueva Roma", una "Nueva República". Muchos sabían latín y griego clásico gracias a la educación del momento que fomentaba un retorno a las civilizaciones clásicas; al contrario que otras naciones del momento, los Padres Fundadores no querían el regreso del "ideal imperial romano", sino el retorno a la era republicana de Roma, la cual era considerada la verdadera "Edad de Oro" de la civilización romana.
Muchas de las obras artísticas del momento refleja ese "neo-romanismo":
- el propio George Washington fue representado como el Júpiter Índiges de Estados Unidos (un segundo Eneas);
- la Estatua de la Libertad en honor a la Dea Libertas (lit. Diosa Libertad);
- la alegoría de Columbia (América) también representando a la Diosa Libertad;
- otros Dioses como Marte, Paz, Virtud se encuentran representados en ciertos símbolos y emblemas;
- el Gran Sello de Estados Unidos y algunas las agencias federales (NSA, CIA, etc) tienen como símbolo el Águila de Zeus en la forma de un águila calva;
- la insignia de coronel también representa al Águila.

### Actualidad
Con el surgimiento del trumpismo, ha surgido un nuevo "neo-romanismo" entre los seguidores jóvenes de Trump (muchos de ellos a su vez seguidores de Julius Evola), al cual lo consideran un "nuevo César" o "Júpiter Índiges", mientras que ha su hijo Barron lo consideran un "nuevo Augusto" o "Alejandro Magno".
Usan como lema Cruzar el Rubicón, animando a Trump ha establecer una "autocracia a la romana".